# Otinotus pilosus
Otinotus pilosus är en insektsart som beskrevs av William D. Funkhouser. Otinotus pilosus ingår i släktet Otinotus och familjen hornstritar. Inga underarter finns listade i Catalogue of Life.